# Profiat Duran
Profiat Duran (in ebraico פרופייט דוראן‎?, nome ebraico Isaac ben Moses ha-Levi; 1350 – 1415) è stato un apologista, medico, filosofo, grammatico ebreo catalano.
Profiat Duran era anche chiamato col sobriquet di Efodi (in ebraico האפודי‎?), in riferimento ai due grammatici intitolati "Ephod".
Non è noto il luogo esatto di nascita, sebbene dalle fonti risulti che sia vissuto per alcuni anni nella città di Perpignano. Frequentò una scuola talmudica in Germania, aprendo i propri interessi alla filosofia e alle altre scienze, nonostante il divieto da parte dei suoi maestri. Divenne precettore nella nobile famiglia giudeo-catalana Crescas e, durante le rivolte del 1391, fu costretto a farsi battezzare. Risultando fra i convertiti al cristianesimo, assunse il nuovo nome di Honoratus de Bonafide.

## Opere
In una lettera in rima che inizia con le parole "al tehi ka-awotecha" ("Non essere come i tuoi padri"), trattò con ironia l'apostasia del suo amico David Bonet Bonjorn, enfatizzando gli elementi irrazionali della fede cristiana che i lettori inesperti avrebbero potuto intendere erroneamente come una lode patetica del cristianesimo.

## Al Tehi Ka-Aboteka
Duran è l'autore di una famosa epistola satirica chiamata Al Tehi Ka-Aboteka ("Non essere come i tuoi padri"), che è la frase ripetutamente più volte nel testo, come una sorta di ritornello. Scritta nel 1396, fu diffusa da Don Meïr Alguades, al quale era stato inviata. Il contenuto è così ingegnosamente ambiguo che i cristiani, che la chiamavano Alteca Boteca, inizialmente la interpretarono a loro favore, ma, non appena compresero che si trattava in realtà di una satira, la bruciarono pubblicamente. Questa epistola, con un commento di Joseph Ibn Shem-Tov e un'introduzione di Isaac Akrish, fu stampata per la prima volta a Costantinopoli nel 1554, e fu ripubblicata nel 1840 all'interno della raccolta Melo Chofnajim di A. Geiger, nella collezione Ḳobeẓ Wikkuḥim del 1844, e in Eben Boḥan di P. Heilpern , parte 2, 1846. Geiger tradusse anche la maggior parte del testo in lingua tedesca (Wissenschaftliche Zeitschrift, iv. 451).
Secondo un resoconto scritto in cima a uno dei manoscritti dell'epistola, Duran e il suo amico David Bonet Bonjourno elaborarono un piano per emigrare in Palestina e iniziare a vivere secondo il giudaismo tradizionale del luogo. Quando i due compagni di viaggio giunsero ad Avignone, incontrarono Paolo di Burgos, un ebreo divenuto sacerdote cristiano e poi vescovo, che convertì Bonjourno al cristianesimo. Duran dovette allora ritornare in Catalogna, dove scrisse Al Tehi Ka-Aboteka.
Alcuni studiosi (Frank Talmage) definirono il racconto come fantasioso e non plausibile. Tuttavia, esiste una certa quantità di prove a conferma. I registri notarili di Perpignano mostrano diverse transazioni nel 1393 e nel 1394, nelle quali Honoratus de Bonafe trasferì beni attraverso il confine in Francia. Inoltre, è documentato che Paolo di Burgos fosse ad Avignone nel 1394, per il conclave che si concluse con l'elezione dell'Antipapa Clemente VII.

## Kelimmat ha-Goyim
A questa epistola è collegata la polemica Kelimmat ha-Goyim ("Vergogna dei gentili"), una critica ai dogmi cristiani, scritta nel 1397 su richiesta di Don Hasdai Crescas, al quale fu dedicata.  In essa, Duran sostiene che il modo più efficiente di polemizzar sia quello di discutere dall'interno delle assunzioni degli avversari. Forte della conoscenza del latino appreso durante gli studi di medicina e dell'indottrinamento successivo alla conversione, identificò quelle che a suo parere erano contraddizioni interne al Nuovo Testamento, e fra il testo e la dogmatica della Chiesa. 

L'opera può essere come un esempio che precorre la moderna critica testuale.
Intorno al 1397, Duran scrisse un testo di apologetica anticristiana, Kelimat ha-Goyim ("Vergogna dei gentili"), che fu letta come un testo volto a screditare i Vangeli e altri scritti paleocristiani. Sebbene non accettasse la difesa usata da Nahmanide alla Disputa di Barcellona del 1263, relativa ai "due Gesù" del Talmud. Duran sostenne che l'antica parola spagnola Marrano (lett. "suino") derivasse dalla parola ebraica hamarah ("conversione", religiosa, ma anche di monete e unità di misura).

## Hesheb ha-Efod
Nel 1395, Duran pubblicò un almanacco in ventinove capitoli intitolato heesheb ha-Efod ("La cintura di Efod"), e dedicato a Moses Zarzal, scrittore e medico di Enrico III di Castiglia (1379–1406). Il fatto che Duran avesse familiarità con la filosofia di Aristotele, come interpretato dai filosofi arabi, emerge nell'opera Moreh Nebukim, un commento sinottico su Maimonide, che fu pubblicato a Sabbioneta nel 1553, a Jessnitz nel 1742, e a Zolkiev nel 1860.

## Ma'aseh Efod
L'opera più nota di Duran è Ma'aseh Efod ("La creazione dell'Efod"), una grammatica filosofica e critica della lingua ebraica, che fu accolta positivamente sia dai cristiani che dagli ebrei. Terminato nel 1403 con un'introduzione e trentatré capitoli, il testo fu scritto non solo per istruire i suoi contemporanei, che o non sapevano nulla della grammatica o avevano nozioni errate al riguardo, ma soprattutto per prevenire e confutare gli errori che sarebbero stati introdotti dai grammatici successivi, citando spesso come autorità un tale Samuel Benveniste, che risulterebbe altrimenti sconosciuto (nell'edizione di J. Friedländer e J. Kohn, Vienna, 1865).
Nel 1393 Duran scrisse una lirica su Abraham ben Isaac ha-Levi di Gerona (che forse era un parente), tre lettere contenenti responsa per il suo allievo Meïr Crescas, due trattati esegetici su diversi capitoli di II Samuele, che sono stati tutti modificati come appendice al Ma'aseh Efod.
Nel capitolo introduttivo, contrappone il genere musicale della cantillazione (ta'amei ha-miqra), più concettuale, agli inni post-biblici (piyyutim), rivolto ai sensi. Afferma di preferire la cantillazione, persuaso che la Torah sia in sé perfetta sia per la lettura che per lo studio liturgico.

## Altre opere perdute
Su richiesta di alcuni membri della famiglia Benveniste, Duran scrisse una spiegazione di una poesia del festival religioso di Abraham ibn Ezra (stampata all'interno della raccolta Ta'am Zeḳenim di Eliezer Ashkenazi), così come la soluzione del noto indovinello di Ibn Ezra sulle lettere quiescenti dell'alfabeto ebraico (citato da Immanuel Benvenuto nella sua grammatica Liwyat Ḥen, Mantova, 1557, senza menzionare Duran), e varie spiegazioni relative al commento di Ibn Ezra sul Pentateuco.
Duran fu anche uno storico: nell'operaZikron ha-Shemadot, andata perduta, narrò la storia dei martiri ebrei, a partire dalla distruzione del Tempio. Heinrich Graetz dimostrò che quest'opera è stata utilizzata da Solomon Usque e Judah ibn Verga.